# Могилевський Євген Гедеонович
Могилевський Євген Гедеонович (16 вересня 1945, Одеса — 30 січня 2023) — радянський та український піаніст. Син і учень музичного педагога Серафими Могилевської. Батько піаністів Максима і Олександра Могилевських.

## Біографія
Закінчивши музичну школу П. С. Столярського по класу своєї матері, Могилевський вступив до Московської консерваторії, де навчався у Г. Г. Нейгауза і Я. І. Зака, і майже відразу виграв найпрестижніший Міжнародний конкурс піаністів імені королеви Єлизавети в Брюсселі (1964). Виступ Могилевського було визнано сенсацією: зал вітав його стоячи; американський журнал «Тайм» з помітним потрясінням писав про те, що за півтори години до виступу в фіналі 18-річний Могилевський безтурботно грав в настільний теніс.
Подальша кар'єра Могилевського розвивалася досить успішно і в значній мірі за кордоном. Його гастролі в США продюсував Сол Юрок; в 1973 Могилевський отримав в США премію за кращу інтерпретацію року (Третій концерт для фортепіано з оркестром Рахманінова, оркестр Московської філармонії під керуванням Кирила Кондрашина). У другій половині 1970-х Могилевський об'їздив весь світ з оркестром під керівництвом Євгена Свєтланова.
З 1992 Євген Могилевський — професор Брюссельської консерваторії.
Помер 30 січня 2023 року.